# 嘎栋街道
嘎栋街道，是中华人民共和国云南省西双版纳傣族自治州景洪市下辖的一个街道。
2022年，西双版纳州人民政府批准嘎洒街道析置为嘎洒街道、嘎栋街道、曼弄枫街道3个街道，2023年3月12日正式挂牌。

## 行政区划
嘎栋街道下辖以下地区：
万景社区、曼沙社区、尚城社区、曼清社区、白塔社区、北苑社区、沙河社区、曼点村、纳版村、曼戈播村。